# نيو تشيستر (ويسكونسن)
نيو تشيستر (بالإنجليزية: New Chester, Wisconsin)‏ هي بلدة تقع بولاية ويسكونسن في الولايات المتحدة. تبلغ مساحتها 81.2 (كم²)، وترتفع عن سطح البحر 312 م، بلغ عدد سكانها 2254 نسمة في عام 2010 حسب إحصاء مكتب تعداد الولايات المتحدة وتصل الكثافة السكانية فيها 28 نسمة/كم2.

## وصلات خارجية
- The US50 - Cities and Towns in Wisconsin State
- Wisconsin Cities and Towns, Facts, Map, Flag, Colleges, Government, and More